# Restio schoenoides
Restio schoenoides är en gräsväxtart som beskrevs av Carl Sigismund Kunth. Restio schoenoides ingår i släktet Restio och familjen Restionaceae. Inga underarter finns listade i Catalogue of Life.